# Чайковский, Анатолий Степанович
Анатолий Степанович Чайковский (укр. Чайковський Анатолій Степанович, род. 3 июня 1950 г,, с. Терновка Кагарлыкского района Киевской области) — украинский историк, доктор исторических наук (1991), профессор (2000), действительный член Академии исторических наук Украины, почетный профессор Академии управления МВД Украины, полковник в отставке.

## Профессиональная и общественная деятельность
1967—1971 г.г. работал аккумуляторщиком, слесарем в тресте «Киевгорстрой». С 1971 по 1983 г.г. проходил службу во Внутренних войсках МВД СССР.
1977 г. окончил Саратовское высшее военное командное училище МВД СССР им. Ф. Дзержинского, в 1977 г. — исторический факультет Киевского педагогического института им. Горького, в 1997 г. — факультет правоведения Национальной академии внутренних дел Украины.
1984 г. по 2005 г. А. С. Чайковский занимался преподавательской деятельностью в высших учебных заведениях МВД СССР и Украины: преподаватель, старший преподаватель, старший научный сотрудник, профессор кафедры, начальник кафедры, начальник научного и учебно-методического Центра.
2006—2014 г.г. А. С. Чайковский занимал должности проректора Академии управления МВД Украины, проректора Национальной академии внутренних дел, заместителя директора, директора Национального научно-исследовательского института украиноведения и всемирной истории Министерства образования Украины.

## Научные интересы и достижения
Автор и соавтор более 700 научных, учебных и научно-популярных работ по вопросам всемирной и отечественной истории, государства и права, истории спецслужб. Результаты научных исследований опубликованы в Украине и за рубежом, в том числе в Российской Федерации, Федеративной Республике Германии, Республике Польша, Республике Беларусь, Республике Молдова,  других странах.

## Награды
- 1980 г. - Почетная ленинская грамота (Постановление № 32 от 11 апреля 1980 г.),
- 1980 г. - медаль «За отличие в охране общественного порядка» (Указ Президиума Верховного Совета УССР от 1.09.1980 г. № 052655),
- 1981 г.  - медаль "За безупречную службу" І степени,
- 1986 г. - медаль "За безупречную службу" ІІ степени,
- 1999 г - медаль «Защитник Отечества» (1999 г.),
- 2002 г. -медаль "За безупречную службу" ІІІ степени
- 2003 г.- почетное званияе«Заслуженный работник образования Украины» (Указ Президента Украины от 19.06.2003 г. № 543),
- 2005 г. -  Грамота Верховного Совета Украины (Постановление Президиума Верховного Совета Украины от 15.09.2005 г. № 462),
- 2007 г. - медаль "50 лет Словацкого национального восстания" (Республика Словакия),
- 2007 г. - Почетная Грамота Кабинета Министров Украины (Постановление Кабинета Министров Украины от 28.03.2007 г. № 12787),
- 2008 г. - "90 лет милиции Беларуси",
- 2009 г. - медаль "60 лет со дня освобождения Республики Беларусь от немецко-фашистских захватчиков",
- 2010 г. -  Почетная Грамота Верховного Совета Украины (Постановление Президиума Верховного Совета Украины от 10.09.2010 г. № 756),
- 2013 г. - орден «За заслуги» 3 степени (Указ Президента Украины от 24.08.2013 г. № 448/2013)[1],
- другими отечественными и иностранными наградами, ведомственными отличиями, в том числе знаками "Воинская доблесть" (1982 г.), "Закон і честь" (2004 г.), "За розвиток науки, техніки і освіти" (2007  г.),  "За безпеку народу" (2010 г.).

## Научные труды
- Становится город героем / [И. К. Карпов, Н. В. Абрамов, С. Ф. Волынский и др.; Под общ. ред. В. М. Крамара, А. А. Рогача]. - Киев : Политиздат Украины, 1986. - 264 с.: ил. (Чайковський А. С. — член авторського колективу).
- Куманев Г. А., Чайковский А. С. Чекисты стояли насмерть. — К. : Политиздат Украины, 1989. — 239 с.
- Чайковский А. С. За нами большая земля. Помощь советского тыла в организации народной борьбы против фашистских захватчиков на временно оккупированной территории Украины, 1941—1944 гг. — К. : Выща школа, 1990. — 341 с.
- Чайковський А. С.. Невідома війна : (партизанський рух в Україні 1941—1944 рр. мовою документів, очима історика). — К. : Україна, 1994. — 255 с.
- Чайковський А. С. Відлуння далеких сурм: словом історика і публіциста. — К. : Україна, 1995. — 172 с.
- Чайковський А. С., Щербак М. Г. За законом і над законом: з історії адміністративних органів і поліцейсько-жандармської системи в Україні (IX- початок ХХ ст.) — К. : Україна, 1996. — 286 с.
- Батрименко В.І., Копиленко О. Л., Кривоніс В. М., Мірошніченко В.І., Чайковський А. С.. Історія держави і права України: навч. посіб. За ред. А. С. Чайковського. — К. : Юрінком Інтер, 2000. — 384 с.
- Книга Пам’яті України. 1941—1945. Головна редакційна колегія (голова І.О. Герасимов, заступники голови І.Т. Муковський і П. П. Панченко, відповідальний секретар Р. Г. Вишневський). — К. : Пошуково-видавниче агентство «Книга Пам’яті України», 2000. — 944 с. (Чайковський А. С. — член авторського колективу).
- Чайковський А.С. Миттєвості історії: вибране. — К. : Україна, 2000. — 272 с.
- Чайковський А. С., Шевченко В. Ф. Історія України: посібник для старшокласників і абітурієнтів: згідно з новою програмою. 2. вид., перероб. і доп. — К. : А. С.К., 2003. — 303 с.
- Чайковський А. С. (кер.), Копиленко О. Л., Кривоніс В. М., Свистунов В. В., Трофанчук Г.І. Хрестоматія з історії держави і права України: навч. посіб. — К. : Юрінком Інтер, 2003. — 656 с.
- Чайковський А. С.(кер.), Губар С. В., Довбня В. А. Дізнання та досудове слідство: історія і сучасність. — К. : НАВС України, 2004. — 204 с.
- Чайковский А. С. Плен. За чужие и свои грехи (Военнопленные и интернированные в Украине 1939—1953 гг.) — К. : Парламентское издательство, 2005. — 972 с.
- Іваньков І.В., Чайковський А. С. Історико-правовий аналіз діяльності органів і установ виконання покарань на території України (кінець 19 — середина 20 сторіччя): монографія. За заг. ред. І.Г. Богатирьова. — Бровари : ХмЦНТЕІ, 2010. — 207 с.
- Чайковський А. С. Айсберг: з історії органів внутрішніх справ і державної безпеки України. — К. : Парламентське вид-во, 2013. — 703 с.
- Чайковский А., Химка Д., Рудлинг П.. Война или военная преступность?: сб. публикаций. — К. : Золотые ворота, 2013. — 128 с.
- Чайковский А. С.. НКВД и СМЕРШ против Абвера и РСХА. — М. : Алгоритм, 2016. — 592 с.
- Anatolij Czajkowski. Niewola za obce i swoje grzechy. Jeńcy w obozach na Ukrainie 1938—1953. — Warszawa : Wydawnictwo: Oficyna Wydawnicza RYTM, 2003. — 511 s.
- Anatolij Tschajkowskij. Deutsche in sowjetischer Kriegsgefangenschaft. (Kriegsgefangene und Internierte in der Ukraine. 1939—1953). — Brandenburg : Memory for a Future, 2010. — 754 s.
- Чайковский А. С.. Противостояние. Немецкие и советские спецслужбы во Второй мировой войне 1939 – 1945 гг. (1939-1945). Тайны военной истории : в 2-х т./  Анатолий Чайковский.  К. : Издательство "Феникс", Т. 1 —  2019 —  456 с.
- Чайковский А. С.. Противостояние. Немецкие и советские спецслужбы во Второй мировой войне 1939 – 1945 гг. (1939-1945). Тайны военной истории : в 2-х т./  Анатолий Чайковский.  К. : Издательство "Феникс", Т. 2 —  2019 —  536 с.
- Чайковский А. С.. Плен. Прошедшие через ад. Советские военнопленные в финских  и немецких  лагерях и тюрьмах. 1939 – 1945.  Киев: ЧП "Издательство "Феникс", 2023 — 880 с.